# Watoro
Le mot Watoro (au singulier Mtoro, du verbe swahili kutoroka, « échapper ») concerne les esclaves échappés de l'Afrique orientale pendant le XIXe siècle. Ils se sont établis en Tanzanie, au Kenya et en Somalie.